# Irié Lou Colette
Irié Lou Colette est une femme d'affaires ivoirienne qui évolue dans le domaine de l'agriculture,. Elle est décédée le 5 mars 2021 au CHU d’Angre.

## Biographie
Irié Lou Colette naît en 1956, mais une erreur administrative la vieillit de six (6) ans. Elle n’a pas fréquenté l'école. Dès son plus jeune âge elle travaille avec ses parents, paysans, dans les champs et vend des fruits et légumes. Elle est la présidente de la Fédération Nationale des Coopératives de Vivriers en Côte d’Ivoire (FENASCOVICI) qu'elle a fondé en 2002. Cette fédération regroupe plus de 5000 femmes agricultrices. Sa mission est de contribuer à la lutte contre la cherté de la vie en Côte d’Ivoire par la mise sur le marché des produits vivriers de bonne qualité.

## Carrière
Actrice majeure du secteur agricole en côte d’ivoire, Irié Lou Colette a œuvré à la  structuration du monde rural en mobilisant environ 200 000 femmes et en contribuant à la création de 1 800 coopératives agricoles.